# گروسبوندنباخ
گروسبوندنباخ (به آلمانی: Großbundenbach) یک شهر در آلمان است که در زودوستپفالتس واقع شده‌است. گروسبوندنباخ ۳۸۶ نفر جمعیت دارد.